# Tweede Kamerverkiezingen 1972/Kandidatenlijst/CPN
Dit is de kandidatenlijst voor de Tweede Kamerverkiezingen 1972 van de Communistische Partij van Nederland (CPN).
In het grootste deel van Nederland was Marcus Bakker lijsttrekker van de partij. In de gemeente Amsterdam (kieskring IX) was dit Henk Hoekstra en in de provincies Friesland, Groningen en Drenthe (kieskringen XIV, XVI en XVII) was dit Fré Meis.

## De lijst
- vet: verkozen
- schuin: voorkeurdrempel overschreden

1. Marcus Bakker (nr. 2 in kieskring XIV, XVI en XVII, nr. 3 in kieskring IX) - 197.812 stemmen
2. Henk Hoekstra (lijsttrekker in kieskring IX, nr. 3 in kieskring XIV, XVI en XVII) - 70.830
3. Joop Wolff (nr. 2 in kieskring IX, nr. 4 in kieskring XIV, XVI en XVII) - 1.094
4. Fré Meis (lijsttrekker in kieskring XIV, XVI en XVII) - 44.033
5. Wim van het Schip - 900
6. André de Leeuw - 443
7. Frits Dragstra - 3.353
8. C.A. van der Zanden - 1.809
9. G. van der Laan-Woudenberg - 1.595
10. Wim Kremer - 721
11. Joop Stout - 386
12. Heiltje Vos-Krul - 1.263
13. Rudi van der Velde - 275
14. Wolter van der Veen - 223
15. R.J. Walraven - 216
16. C. Visser-de Jong - 477
17. Aiko Platje - 394
18. Jan Brasser - 144
19. Frans Aarts - 231
20. S. Korper - 77
21. Anneke de Leeuw - 81
22. H.M.C. Niemeijer - 172
23. S. Korper - 444
24. T. Stuivenberg - 862
25. W. Heil - 459
26. R. van Hezel - 71
27. H. Leeman - 98
28. B.J. Schreuders - 642
29. G.J. Out - 551
30. H.M. Spekman-Wentink - 742

PvdA · KVP · VVD · ARP · D'66 · CHU · DS'70 · CPN · SGP · PPR · GPV · PSP · DMP · NMP · Boerenpartij · RKPN · Partij van het Recht · Anti-Woningnood Aktie · Lijst 17 (kieskringen X en XI) · Nieuwe Roomse Partij
1918 · 1922 · 1925 · 1929 · 1933 · 1937 · 1946 · 1948 · 1952 · 1956 · 1959 · 1963 · 1967 · 1971 · 1972 · 1977 · 1981 · 1982 · 1986 · 1989